# Trachyleberis
Trachyleberis is een geslacht van kreeftachtigen uit de klasse van de Ostracoda (mosselkreeftjes).

## Soorten
- Trachyleberis (Acanthocythereis) pedigaster Siddiqui, 1971 †
- Trachyleberis (Acanthocythereis) usitata Siddiqui, 1971 †
- Trachyleberis (Actinocythereis) marchilensis Hartmann, 1965
- Trachyleberis (Actinocythereis) tumefacentis (Luebimova & Guha, 1960) Krstic, 1979 †
- Trachyleberis (Alteratrachyleberis) quasiperforata Kulichenko, 1976 †
- Trachyleberis (Costa) costata Scheremeta, 1969 †
- Trachyleberis (Trachyleberis) hystrix (Reuss, 1850) Ruggieri, 1950 †
- Trachyleberis abkhaziana Kempf, 2015 †
- Trachyleberis aculeata Rosyjeva, 1962 †
- Trachyleberis acuminata Holden, 1964 †
- Trachyleberis anteplana Bate, 1972 †
- Trachyleberis arachnoidea (Bosquet, 1852) Keij, 1957 †
- Trachyleberis artschmanensis Rosyjeva, 1962 †
- Trachyleberis avitis (Schneider, 1953) Uljanova, 1965 †
- Trachyleberis babadurmasensis Rosyjeva, 1962 †
- Trachyleberis bahamensis (Brady, 1870) Puri, 1953
- Trachyleberis barbata Gramm, 1963 †
- Trachyleberis baruni Banerji, 1970 †
- Trachyleberis baturini Schneider, 1959 †
- Trachyleberis bimammillata Siddiqui, 1971 †
- Trachyleberis bodjonegoroensis (Kingma, 1948) Guha, 1968 †
- Trachyleberis careyi McKenzie, Reyment & Reyment, 1991 †
- Trachyleberis caucasica (Schneider, 1939) Schneider, 1959 †
- Trachyleberis chihuoi Hu & Tao, 2008
- Trachyleberis cibaria Sharapova, 1962 †
- Trachyleberis ciplyensis Marliere, 1958
- Trachyleberis citrusensis Puri, 1957 †
- Trachyleberis claibornensis (Gooch, 1939) Swain, 1951 †
- Trachyleberis concertatoria Rosyjeva, 1962 †
- Trachyleberis costa Hu, 1983 †
- Trachyleberis crassa Rosyjeva, 1962 †
- Trachyleberis cuneatellis Hu, 1984 †
- Trachyleberis dentata (Mueller, 1894) Schneider, 1959
- Trachyleberis denticulata Milhau, 1993 †
- Trachyleberis denudata (Reuss, 1850) Schneider, 1959 †
- Trachyleberis depressa Rosyjeva, 1962 †
- Trachyleberis deusseni (Howe & Chambers, 1935) Pooser, 1965 †
- Trachyleberis djengeldiensis Gramm, 1963 †
- Trachyleberis dogeli Schneider, 1959 †
- Trachyleberis echinata (Reuss, 1851) Keij, 1957 †
- Trachyleberis elegantissima (Lienenklaus, 1894) Schneider, 1959 †
- Trachyleberis enborni Bowen, 1953 †
- Trachyleberis ficoides Hu, 1986 †
- Trachyleberis floridus Warne & Whatley, 1996 †
- Trachyleberis formosa (Bosquet, 1852) Apostolescu, 1955 †
- Trachyleberis fortificata (Brady, 1880) Hornibrook, 1952
- Trachyleberis fudingensis Zheng, 1987
- Trachyleberis fujyh Hu & Tao, 2008
- Trachyleberis gagaensis Bassiouni & Luger, 1990 †
- Trachyleberis garciai Luebimova & Sanchez, 1974 †
- Trachyleberis gavrilovi Markova, 1960 †
- Trachyleberis gibsonensis (Howe & Chambers, 1935) Blake, 1950 †
- Trachyleberis golubjatnikovi Schneider, 1959 †
- Trachyleberis haikangensis Gou & Zheng in Gou, Zheng & Huang, 1983 †
- Trachyleberis harribilis Li, 1963 †
- Trachyleberis hornibrooki Dingle, 2009 †
- Trachyleberis huantraicoensis Bertels, 1969 †
- Trachyleberis hungarica (Mehes, 1908) Uljanova, 1965 †
- Trachyleberis hystrix (Reuss, 1850) Ruggieri, 1950 †
- Trachyleberis ikeyai Tanaka, 2008
- Trachyleberis immeditaeta Markova, 1960 †
- Trachyleberis improvisa Luebimova & Sanchez, 1974 †
- Trachyleberis itahanaensis Tanaka in Tanaka & Hasegawa, 2013 †
- Trachyleberis jatskovi Ilnickaja, 1965 †
- Trachyleberis jilletti Ayress, 1993 †
- Trachyleberis johnsoni Pooser, 1965 †
- Trachyleberis kahleri Van Hinte, 1962 †
- Trachyleberis keimiriensis Markova, 1960 †
- Trachyleberis khariensis Khosla & Pant, 1988 †
- Trachyleberis kingshui Hu & Tao, 2008
- Trachyleberis koreanica Lee, 1990
- Trachyleberis koseflktdenals (Howe & Law, 1936) Puri, 1953 †
- Trachyleberis krausei Rodriguez, 1969 †
- Trachyleberis kuruzhaensis Rosyjeva, 1962 †
- Trachyleberis lakhpatensis Khosla & Pant, 1988 †
- Trachyleberis laskarevi (Schneider, 1953) Uljanova, 1965 †
- Trachyleberis lauta Luebimova & Sanchez, 1974 †
- Trachyleberis limbataformis Rosyjeva, 1962 †
- Trachyleberis linospinosa (Sutton & Williams, 1939) Puri, 1953 †
- Trachyleberis lobuculus Siddiqui, 1971 †
- Trachyleberis lubrica Ilnickaja, 1964 †
- Trachyleberis lungkangensis Hu & Cheng, 1977 †
- Trachyleberis lytteltonensis Harding & Sylvester-Brady, 1953
- Trachyleberis macra Hu & Yang, 1975 †
- Trachyleberis madeleinensis Colin, 1988 †
- Trachyleberis marchilensis Hartmann-Schröder & Hartmann, 1962
- Trachyleberis medwayensis Weaver, 1982 †
- Trachyleberis minima Dingle, 1980 †
- Trachyleberis miocenica (Schneider, 1949) Schneider, 1959 †
- Trachyleberis mizunamiensis Yajima, 1993 †
- Trachyleberis modesta (Apostolescu, 1961) Reyment, 1963 †
- Trachyleberis montgomeryensis (Howe & Chambers, 1935) Puri, 1953 †
- Trachyleberis multiformis Luebimova & Sanchez, 1974 †
- Trachyleberis neglecta (Schneider, 1953) Uljanova, 1965 †
- Trachyleberis nodosa Bassiouni, 1969 †
- Trachyleberis nova Rossi De Garcia, 1966 †
- Trachyleberis noviprinceps Bertels, 1975 †
- Trachyleberis orientalis (Guernet, 1985) Guernet, 1993 †
- Trachyleberis originalis Imnadze, 1975 †
- Trachyleberis parva Huang, 1975 †
- Trachyleberis paucispinata Marianos & Valentine, 1958 †
- Trachyleberis pellucinoda (Swain, 1948) Swain, 1952 †
- Trachyleberis pennyi Neale, 1975 †
- Trachyleberis perforata (Zalanyi, 1913) Lyulev, 1976 †
- Trachyleberis pineiroi Luebimova & Sanchez, 1974 †
- Trachyleberis plicata (Schneider, 1949) Uljanova, 1965 †
- Trachyleberis plusculmenis (Schmidt, 1948) Swain, 1951 †
- Trachyleberis pontica (Livental, 1961) Agalarova, 1967 †
- Trachyleberis potomaca (Schmidt, 1948) Swain, 1951 †
- Trachyleberis praeazerbaidjanica (Agalarova, 1961) Agalarova, 1967 †
- Trachyleberis praecursora Brown, 1957 †
- Trachyleberis praedepressa Rosyjeva, 1962 †
- Trachyleberis prestwichiana (Jones & Sherborn, 1887) Brown, 1958 †
- Trachyleberis princeps Bertels, 1969 †
- Trachyleberis probesioides Hornibrook, 1952
- Trachyleberis quadrata Howe & Howe, 1973 †
- Trachyleberis rara Carbonnel, 1969 †
- Trachyleberis raynerae Neale, 1975 †
- Trachyleberis regia Schneider in Nikitina & Schneider, 1966 †
- Trachyleberis retisculpta Huang & Gou in Gou, Zheng & Huang, 1983 †
- Trachyleberis retizea Hornibrook, 1952
- Trachyleberis robusta (Yassini & Jones, 1987) Neil, 1994
- Trachyleberis rosetta Swain, 1952 †
- Trachyleberis rukasi (Gooch, 1939) Swain, 1952 †
- Trachyleberis salustris Schneider in Nikitina & Schneider, 1966 †
- Trachyleberis sarbatirensis Gramm, 1963 †
- Trachyleberis satyendrai (Singh & Misra, 1968) Khosla, 1968 †
- Trachyleberis scabrocuneata (Brady, 1880) Brady, 1898
- Trachyleberis schizospinosa Dingle, 1971 †
- Trachyleberis sejongi Lee, 1990
- Trachyleberis semiaculeata Rosyjeva, 1963 †
- Trachyleberis semihispida Marianos & Valentine, 1958 †
- Trachyleberis semiornata Kulichenko, 1976 †
- Trachyleberis setosa Rosyjeva, 1962 †
- Trachyleberis shukunohorensis Yajima, 1993 †
- Trachyleberis simiensis (Leroy, 1943) Cronin et al., 1983 †
- Trachyleberis smithvillensis (Sutton & Williams, 1939) Puri, 1953 †
- Trachyleberis smithvillensis (Sutton & Williams, 1939) Swain, 1952 †
- Trachyleberis spectabilis Schneider in Nikitina & Schneider, 1966 †
- Trachyleberis spininodosa (El Sweify, 1984) Bassiouni & Luger, 1990 †
- Trachyleberis spinosa Hu & Yang, 1975 †
- Trachyleberis spinossissima (Jones & Sherborn, 1887) Pooser, 1965 †
- Trachyleberis splendens (Sutton & Williams, 1939) Puri, 1953 †
- Trachyleberis spongiaformis Gramm, 1963 †
- Trachyleberis straba Frydl, 1982
- Trachyleberis subsulana (Mandelstam, 1960) Luebimova, Kazmina & Reshetnikova, 1960 †
- Trachyleberis sutterensis Marianos & Valentine, 1958 †
- Trachyleberis tamaniensis Schneider, 1959 †
- Trachyleberis teiskotensis (Apostolescu, 1961) Reyment, 1963 †
- Trachyleberis terrechtensis Apostolescu, 1961 †
- Trachyleberis texana (Stadnichenko, 1927) Howe, 1963 †
- Trachyleberis tridens Hornibrook, 1952
- Trachyleberis truncata (Schneider, 1940) Agalarova, 1967 †
- Trachyleberis tschokrakensis (Schneider, 1939) Schneider, 1959 †
- Trachyleberis tumbinensis Rosyjeva, 1962 †
- Trachyleberis tumulosa Gramm, 1963 †
- Trachyleberis uncuneatellis Hu, 1984 †
- Trachyleberis verrucifera Zhao (Yi-Chun) (Quan-Hong) in Zhao (Yi-Chun), Wang & Zhang, 1985
- Trachyleberis verucifera Ishizaki
- Trachyleberis volubilis Liu, 1989 †
- Trachyleberis weiperti Bertels, 1969 †
- Trachyleberis wenzhouensis Chen in Yang, Chen & Wang, 1990 †
- Trachyleberis yangtii Hu & Tao, 2008
- Trachyleberis zeacristata Hornibrook, 1952
- Trachyleberis zululandensis Dingle, 1980 †